# Pfarrkirche Schlitters

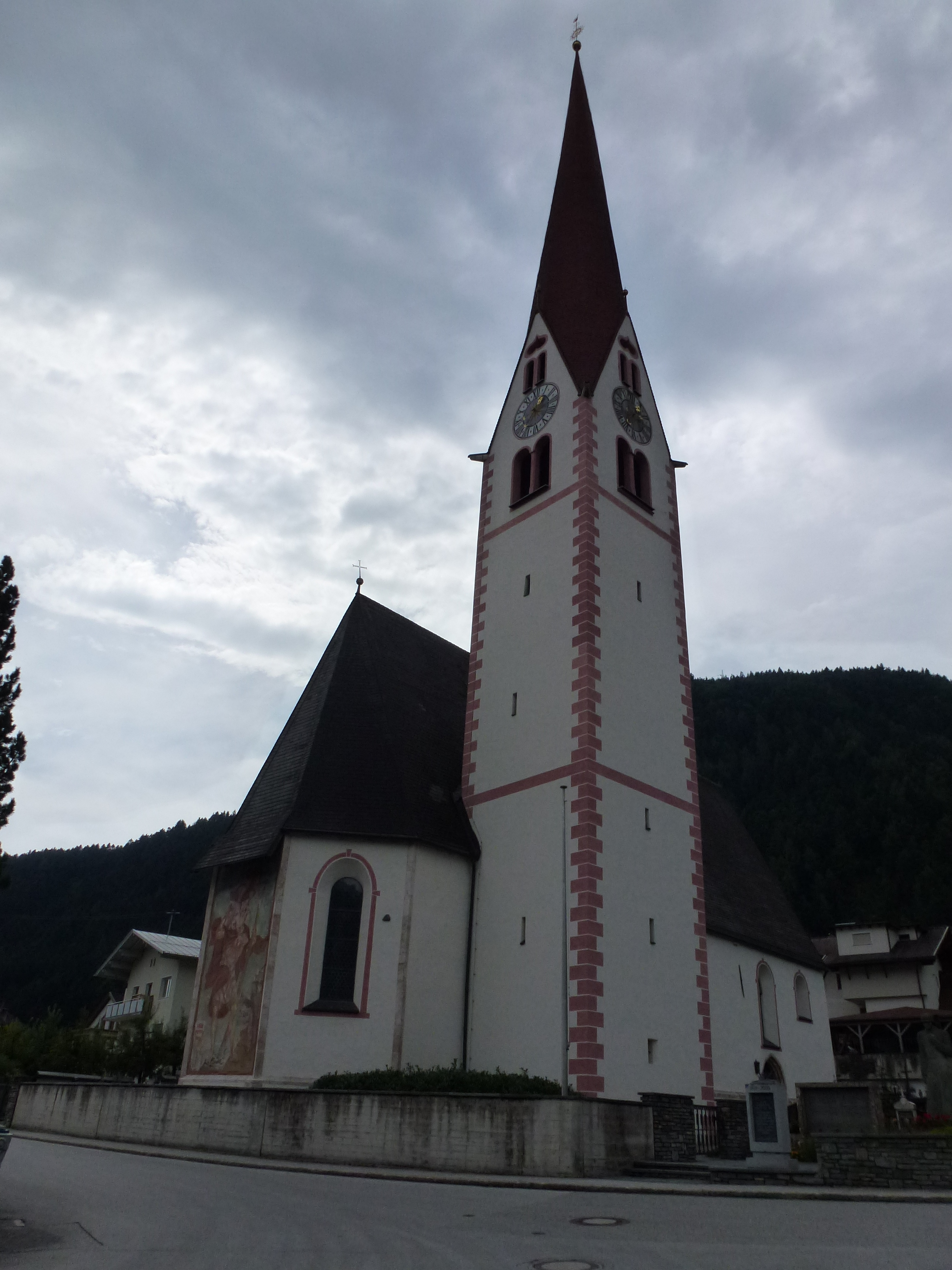
Katholische Pfarrkirche hl. Martin in Schlitters

Die römisch-katholische Pfarrkirche Schlitters steht am Beginn eines Hanges in der Gemeinde Schlitters im Bezirk Schwaz im Bundesland Tirol. Die dem Patrozinium hl. Martin unterstellte Pfarrkirche gehört zum Dekanat Fügen-Jenbach in der Diözese Innsbruck. Die Kirche steht unter Denkmalschutz (Listeneintrag).

## Geschichte
Urkundlich wurde 1320 eine Kirche genannt. Die Kirche wurde um 1500 bis 1505 erbaut. Das Langhaus wurde um 1740 verlängert. Die Pfarre wurde 1891 gegründet.
Die Totenkapelle, ein quadratischer Bau mit einem gotischen Spitzbogenportal und einem Sterngewölbe mit Stuckgraten, wurde 1978 abgerissen.

## Architektur
Der gotische Kirchenbau ist von einem Friedhof umgeben.
An das vierjochige Langhaus schließt ein eingezogener Chor mit einem Fünfachtelschluss. Die Fassade zeigt dreikantige Lisenen und Fenstergesimse. Der Südturm trägt einen Spitzhelm. Die zwei Portale sind gekehlt. Der Chor zeigt ein Fresko hl. Christophorus von Hans Andre 1940.
Das Kircheninnere zeigt ein Stichkappentonnengewölbe, vom gotischen Gewölbe wurden 1740 die Rippen abgeschlagen, die halbrunden Wanddienste wurden 1740 verkleidet und mit korinthischen Kapitellen versehen. Der spitzbogige Triumphbogen ist gekehlt. Der Stuck mit Bandlwerk entstand 1740.
Die Fresken um 1750 wurden Christoph Anton Mayr zugeschrieben, sie zeigen im Chor die Glorie des hl. Martin und im Langhaus Predigt, Messe und Mantelteilung des hl. Martin und seitlich Grisaille-Szenen aus seinem Leben.

## Einrichtung
Der Hochaltar ist ein barocker Säulenaltar um 1750, er zeigt die Glorie des hl. Martin von Josef Arnold der Ältere 1822. Der linke Seitenaltar um 1740 zeigt das Bild hl. Maria und das Oberbild hl. Josef um 1822. Der rechte Seitenaltar trägt die Figur hl. Michael um 1750. Die Kanzel um 1820 zeigt Reliefs mit den Vier Kirchenvätern, der Schalldeckel trägt die Figur hl. Paulus. Die Kreuzgruppe entstand um 1800. Die Kreuzwegreliefs sind aus der zweiten Hälfte des 19. Jahrhunderts. Die Figur Guter Hirte im Langhaus entstand um 1770.

## Orgel

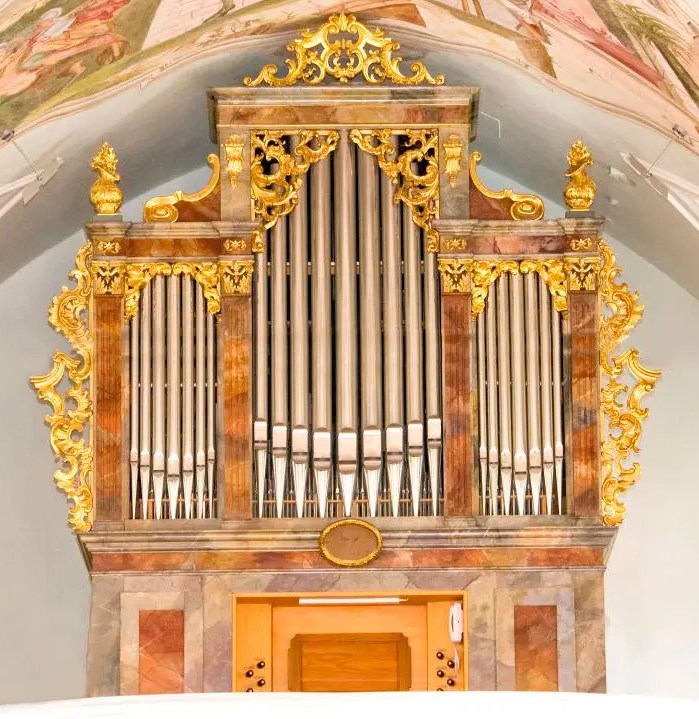
Erler-Orgel von 1992

Der Orgelprospekt aus der zweiten Hälfte des 18. Jahrhunderts beinhaltete ab 1902 ein Instrument von Albert Mauracher aus Kapfing (Gemeinde Fügen).
Seit 1992 beherbergt das barocke Gehäuse eine mechanische Schleifladenorgel mit 17 Register von Christian Erler aus Schlitters, dessen Orgelbauwerkstatt sich unweit der Kirche befindet.

| I Hauptwerk C–g3 |                |
| Principal        | 8′             |
| Rohrflöte        | 8′             |
| Oktave           | 4′             |
| Flöte            | 4′             |
| Schwiegel        | 2′             |
| Sesquialtera 0   | 2 ⁄3′ + 1 3⁄5′ |
| Mixtur IV        | 1 ⁄3′          |
| Trompete         | 8'             |

| II Manual C–g3 |       |
| Holzgedeckt 0  | 8′    |
| Viola          | 8′    |
| Koppelflöte    | 4′    |
| Prinzipal      | 2′    |
| Quinte         | 1 ⁄3′ |

| Pedal C–f1   |     |
| Subbass      | 16′ |
| Octavbass    | 08′ |
| Choralbass 0 | 04′ |
| Fagott       | 16′ |

- Koppeln: II/I, I/P, II/P

## Glocken
Die Glocken nennen Peter und Gregor Löffler 1542, Josef Graßmayr 1730, Joseph Dengg 1852.